# Alphonse de Grass
Alphonse de Grass († 1680), lid van de adellijke familie De Grass, was burgemeester van Brugge.

## Levensloop
Alphonse de Grass was heer van Bouchaute en Poelvoorde. Bij open brieven van 24 november 1661 werd hij door Filips IV van Spanje tot ridder verheven. 
Hij begon zijn carrière als officier bij een compagnie Waalse infanterie en trouwde met Marguerite-Lucie van Bourgondië (1644 - 9 oktober 1678), dochter van Matthias, bastaard van Bourgondië en van Josine Pardo. Hij doorliep vervolgens een ambtelijke loopbaan bij de stad Brugge:
- 1649-1650: burgemeester van de raadsleden,
- 1650-1652: eerste schepen,
- 1652-1653: burgemeester van de raadsleden,
- 1654-1655: burgemeester van de schepenen,
- 1655-1657: eerste schepen,
- 1662-1665: tweede schepen.

Hij was ook gouverneur van de Bogaerdenschool (1658) en voogd van de Potterie (1664).
Na de dood van zijn vrouw werd hij priester.